# Орликівський (лісовий заказник)
Орликі́вський  — лісовий заказник місцевого значення. Розташований на північний захід від села Орликівка Семенівського району Чернігівської області.

## Загальні відомості
Лісовий заказник місцевого значення «Орликівський» створений рішенням Чернігівського облвиконкому від 28 серпня 1989 року № 164.
Заказник «Орликівський» загальною площею 6,8 га розташовано в Семенівському держлісгоспі на землях Орликівського лісництва кв. 22, 80.

## Завдання
Основним завданням лісового заказника місцевого значення «Орликівський» є збереження ділянки високопродуктивних хвойних, переважно ялинових, насаджень природного походження віком 100 років, місця масового поселення диких тварин.
- проведення наукових досліджень і спостережень;
- підтримання загального екологічного балансу в регіоні;
- поширення екологічних знань тощо.